# Parmotrema nilgherrense
Parmotrema nilgherrense är en lavart som först beskrevs av William Nylander och som fick sitt nu gällande namn av Mason Ellsworth Hale. 
Parmotrema nilgherrense ingår i släktet Parmotrema och familjen Parmeliaceae. Inga underarter finns listade i Catalogue of Life.